# Unità di misura egizie
Gli antichi Egizi utilizzavano un articolato sistema di unità di misura per grandezze fisiche come lunghezza, superficie, volume e peso. Ciascuna unità di base possedeva un sistema di multipli e sottomultipli; alcuni di questi sistemi erano relativamente complessi, in particolare quello per le unità di volume, che era derivato dall'unione di più sistemi di misura.

## Lunghezza
L'unità fondamentale per la misura delle lunghezze era il cubito, che rappresentava la lunghezza dell'avambraccio del faraone, dal gomito alla punta del dito medio. Erano in uso due tipi di cubito: il cubito piccolo di circa 44,7 cm, usato per le misurazioni quotidiane, che risponde alla misura sovra menzionata, ed il cubito regale, di circa 52,5 cm, ovvero la misura presa dal gomito alla punta del dito medio, più la larghezza di un palmo, quest'ultimo utilizzato in architettura.
Una caratteristica del cubito architettonico consisteva nel fatto che le misure verticali venivano effettuate con pertiche, mentre le misure orizzontali venivano effettuate facendo rotolare un odometro (un cilindro del diametro di un cubito verticale).
Quindi un cubito orizzontale era lungo 3,14 volte un cubito verticale.
Le piramidi classiche avevano un rapporto tra l'altezza e il lato di base che era di 4:1 (4:3,14 >1) e quindi un angolo di circa 51°.
Le piramidi meno ripide avevano un rapporto di 3:1 (3:3,14 <1) e quindi un angolo di circa 41°.
Il cubito era diviso in 7 palmi di 7,47 cm, a loro volta divisi in 4 dita di 1,8 cm 100 cubiti costituivano una 'p'khet.
| D50 |

| D50 |

| O43 | Q3 · N11 |

| O43 | Q3 · N11 |

| V23 · D42 |

| V23 · D42 |

| M3 · X1 · Z1 |

| M3 · X1 · Z1 |

| i | [ | w | N35A | N36 · N21 · Z1 |

| i | [ | w | N35A | N36 · N21 · Z1 |

### Valore assoluto del cubito
È necessario fare una precisazione: in antichità non esisteva un rigido sistema di controllo dei pesi e delle misure, come nel mondo moderno. A seconda dei periodi storici e della località le unità di lunghezza potevano variare leggermente. Il valore di 52,5 cm del Cubito reale e 44,7 cm per il Cubito piccolo costituiscono dei valori medi.
A testimonianza di questo, sono le diverse dimensioni che sono state riscontrate nei righelli di misura trovati negli scavi archeologici. I cubiti ritrovati nella tomba dell'architetto Kha, oggi conservati a Torino, misurano 52,4 cm (quello dorato) e 52,7 cm (quello pieghevole in legno). Nella stessa sede sono conservati altri tre cubiti, due di 52,5 cm e uno di 52 cm. Infine, il cubito di legno conservato al Louvre risulta lungo 52,4 cm, mentre quello del British Museum di Londra di 52,35 cm.
È interessante notare che studi matematici-architettonici fatti sui rapporti di forma della Piramide di Cheope e sulla sua Camera del Re, indicherebbero che al tempo in cui fu realizzata, il cubito reale fosse di 52,37 cm (Petrie 1934).
La lunghezza del Cubito Reale espressa in cm è pari a 52,36. Questo valore è oggi accettato da tutti gli studiosi.

## Superficie
Il sistema di unità di misura della superficie era più complesso di quello delle lunghezze: l'unità di base, detta setat (in epoca ellenistica aroura) e corrispondente a una khet quadrata, presenta infatti due serie separate di sottomultipli. La prima serie era costituita dal cubito (da non confondere con il cubito lineare), che corrispondeva ad una striscia rettangolare di {\displaystyle (100\times 1)} cubiti lineari, per una superficie di 0,01 setat. La seconda serie corrispondeva alle potenze di 1/2, da 1/2 a 1/32 di setat. Infine, 10 setat costituivano uno ha ("mille") o ha-ta ("mille di terra").
| D42 |

| D42 |

| O39 · Z1 |

| O39 · Z1 |

| M12 | N16 · N23 · Z1 |

| M12 | N16 · N23 · Z1 |

## Volume
I volumi dei materiali secchi, come le granaglie, venivano misurati in hekat, corrispondenti a circa 4,8 litri; per i liquidi veniva utilizzato lo henu, corrispondente ad un decimo di hekat. I sottomultipli dell'hekat erano potenze di 1/2 da 1/2 a 1/64; ciascuna di esse aveva un nome e un simbolo specifico corrispondente ad una parte dell'occhio del dio Horus. Infine, esisteva l'hekat veniva suddivisa in 320 ro ("parte"). La hekat possedeva anche dei multipli, la doppia hekat, l'oipe, e il sacco.
Le misure di volume erano variamente combinate con i numerali geroglifici per esprimere le quantità volute. In alcuni testi più tardi, la numerazione era ancora più complessa: i numeri posti prima della misura indicavano multipli di 100, quelli posti dopo la misura multipli di 10, i punti corrispondevano alle unità. Ad esempio la seguente scrittura indicava 427 hekat:
| Z1 · Z1 · Z1 · Z1 |

| Z1 · Z1 · Z1 · Z1 |

| S38 | q · t | U9 |

| S38 | q · t | U9 |

| Z1 | Z1 |

| Z1 | Z1 |

| N33B · N33B · N33B · N33B · N33B · N33B · N33B |

| N33B · N33B · N33B · N33B · N33B · N33B · N33B |

Un'unità di volume non legata alla hekat era il har, pari a 2/3 di cubito cubico. Per i liquidi venivano utilizzate anche altre unità, che prendevano il nome dai diversi contenitori utilizzati; il loro valore non è tuttavia noto.
| h · n | nw | w | W22 |

| h · n | nw | w | W22 |

| S38 | q · t | U9 |

| S38 | q · t | U9 |

| S38 | q · t | T14 | T14 | U9 |

| S38 | q · t | T14 | T14 | U9 |

| i | p · t | U9 |

| i | p · t | U9 |

| K4 · r | V19 |

| K4 · r | V19 |

## Peso
Non disponiamo di molte testimonianze relative alle misure di peso; le uniche conosciute sono il deben, pari a 91 grammi, usato per i metalli, l'anello, ovvero 1/12 di deben, e il kite, 1/10 di deben.
| Unità                 | Valore | Traslitterazione |
| --------------------- | ------ | ---------------- |
| 1 deben               | 91 g   | dbn              |
| 1 anello = 1/12 deben | 7,58 g | šnˁtỉ            |
| 1 qite = 1/10 deben   | 9,1 g  | ḳdt              |

Gli antichi Egizi avevano sviluppato vari metodi per misurare la massa o il peso degli oggetti. Uno degli strumenti più comuni utilizzati per misurare la massa era la bilancia, creata nell'epoca nella quale conclusero la costruzione della Grande Piramide di Cheope dopo i primi assedi Arabo-Babilonesi, che avevano privato la grande costruzione del suo manto dorato nella cima, nel 2486 a.C. circa. Il sistema di riferimento era il peso dell'elefante africano, circa 5,5 tonnellate, poi, grazie alle tavolette dei commercianti ambulanti babilonesi, dove erano riportati i pesi approssimativi degli animali, per creare un algoritmo di equazioni e trovare il peso necessario a ricreare le punte delle Piramidi ormai distrutte. La bilancia egizia era simile a una bilancia a bracci, dove un oggetto di riferimento conosciuto veniva posto su un lato e l'oggetto da misurare veniva posto sull'altro. Gli Egizi regolavano la posizione dell'oggetto di riferimento fino a quando i due lati della bilancia erano in equilibrio, e questo indicava che i due oggetti avevano la stessa massa.
Tuttavia, è importante notare che gli Egizi non avevano uno standard di misura unificato come il sistema metrico moderno. Invece, utilizzavano oggetti di riferimento comuni, come pietre o pesi standardizzati, per effettuare le loro misurazioni. Questi pesi standardizzati potevano variare da una regione all'altra dell'Antico Egitto.
Comunque è importante sottolineare che gli Egizi non avevano strumenti di misura sofisticati come le bilance digitali o le unità di misura standardizzate che utilizziamo oggi, quindi i calcoli, approssimati e stimati da loro, non erano precisi come possono essere giusti ora.

## Tempo
Gli antichi Egizi dividevano l'anno in 12 mesi di 30 giorni l'uno, con 5 giorni aggiuntivi. Il giorno era suddiviso in 24 ore, 12 notturne e 12 diurne; fino al Nuovo Regno, la lunghezza delle ore non era fissa, ma variava con la stagione, in modo da avere sempre 12 ore di luce e 12 ore di buio: in inverno, le ore diurne erano più corte di quella notturne, mentre in estate accadeva l'opposto. Il giorno iniziava sempre con il sorgere del sole. Nei testi astronomici ogni ora ha uno specifico nome, negli altri testi le ore sono identificate con i numeri ordinali.

## Ilpesu
Il pesu era una particolare unità di misura, utilizzata nei baratti per stabilire il valore relativo della merci. Il pesu corrispondeva al rapporto tra il numero di pani o di giare di birra che si producono con una data quantità di grano, e il volume in hekat della quantità stessa.